# Cantonul Génolhac
Cantonul Génolhac este un canton din arondismentul Alès, departamentul Gard, regiunea Languedoc-Roussillon, Franța.

## Comune
- Aujac
- Bonnevaux
- Chambon
- Chamborigaud
- Concoules
- Génolhac (reședință)
- La Vernarède
- Malons-et-Elze
- Ponteils-et-Brésis
- Portes
- Sénéchas